# ناحیه تای هوو
ناحیه تای هوو (به لاتین: Tây Hồ District) یک منطقهٔ مسکونی در ویتنام است که در هانوی واقع شده‌است.

## خصوصیات
ناحیه تای هوو ۲۴ کیلومترمربع مساحت و ۱۱۵٬۱۶۳ نفر جمعیت دارد.